# Omorgus amitinus
Omorgus amitinus är en skalbaggsart som beskrevs av Hermann Julius Kolbe 1904. Omorgus amitinus ingår i släktet Omorgus och familjen knotbaggar. Inga underarter finns listade i Catalogue of Life.